# Championnat de Belgique de football de deuxième division 2015-2016
Navigation
saison précédente saison suivante
Le Championnat de Belgique de football D2 2015-2016, ou Proximus League est la 99e édition du championnat du 2e niveau du football belge.
Cette édition est la dernière sous la forme d'un championnat classique avec matchs aller/retour et à se conclure par un tour final. En raison du refus de licence subi par l'Eendracht Alost la série ne compte que 17 formations.
Compte tenu de l'acception de la réforme projetée, la « Division 2 » va être réduite à 8 clubs en vue de la saison suivante (et aura une nouvelle appellation à partir de 2016-2017 : « Division 1-B »).
La compétition se termine par un énorme suspense. Longtemps leader autoritaire, l'Antwerp FC gaspille et perd de nombreux points. Eupen et le White Star auteurs d'un excellent second tour reviennent sur le "Great Old". Si les Germanophones sont en tête avant la dernière journée, ce sont les Étoilés bruxellois qui sont finalement sacrés.
C'est cependant sur le « tapis vert » que tombe le verdict final de cette compétition. Le White Star champion n'ayant pas obtenu la licence, il est contraint de quitter le « football rémunéré » et de descendre, en D1 amateurs. C'est le vice-champion, le K. AS Eupen qui est repêché et promu en 1re division (D1A).
Le renvoi du White Star au 3e niveau profite aussi au K. SV Roeselare qui a terminé le championnat à la 9e place et se retrouve ainsi repêché pour rester au 2e niveau qui prend le nom de D1B.

## Projet de réforme accepté
Le lundi 15 juin 2015, la « Commission Nationale d'Études » de l'URBSFA vote l'acception de la réforme projetée, qui est débattue depuis plusieurs mois.
Lancée dans le courant de la saison précédente, le projet de réforme tend à réduire la Division 2 belge à 8 clubs afin de limiter à 24 le nombre de cercles professionnels belges (en comptant les 16 formations qui jouent en Jupiler League), dont le nom technique est appelé à devenir « Division A-1 ».
En mai 2015, Ligue Pro (D1) et Ligue nationale (D2) marquent leur accord pour cette la réforme lors d'un scrutin interne. Dans les semaines suivantes, les ligues de Division 3, de Promotion et des séries provinciales, bien que disposant d'une minorité de blocage, acceptent aussi la réforme. La « D3 » et la « Promotion » vont subir une sérieuse restructuration (voir Réforme de la Division 3 et Réforme de la Promotion).

## Composition incertaine
La composition de la Division D2 « 2015-2016 » est restée longtemps incertaine à la fin de l'exercice précédent.
Plusieurs clubs restent dans l'expectative quant à l'octroi de la licence obligatoire pour évoluer en « D2 ». Au fil des jours et des verdicts rendus par la Cour belge d'arbitrage pour le sport (CBAS), la liste des clubs qualifiés grandit. Finalement, seul l'Eendracht Alost n'obtient pas le fameux sésame.

## Procédure du championnat 2015-2016
La réforme réduit la Division 2 à huit clubs. Le championnat 2015-2016 se déroule de manière traditionnelle, à savoir une phase pendant laquelle toutes les formations se rencontres deux fois aller/retour.
En raison du nombre impair d'équipes engagées, une formation sera « bye » lors de chacune des 34 journées. Concrètement, chaque club jouera 32 rencontres.

### Un seul montant
Le tour final instauré en 1973 n'est pas organisé. Il n'y a donc pas de système de périodes et ses trois classements distincts. L'équipe qui termine à la première place est admise directement dans la plus haute division : la Jupiler League (qui devient la Division 1-A) d'où seul le 16e classé à la fin de la phase classique est relégué (Suppression des Play-Offs III).

### 7 sauvés et 9 relégués
Conséquence majeure de la réforme, seuls les sept clubs classés de la 2e à la 8e seront qualifiés pour la Division 1-B 2016-2017, à condition qu'ils soient en ordre avec les critères stricts pour être reconnus comme étant professionnels. Ils seront accompagnés du descendant de Jupiler League.
Les formations classées de la 9e à la dernière place seront relégués au 3e niveau, qui prendra le nom de « Superligue Amateur » ou « Division 1 Amateur ».
Quid si plus de sept clubs sont en ordre de licence ? Aucune information n'a encore filtré à ce propos.

## Clubs participants à la saison 2015-2016
| #  | Nom                                          | Mat. | Ville          | Stades               | Capacité théorique | En D2 depuis    | Total en D2 | S. Précédente      |
| -- | -------------------------------------------- | ---- | -------------- | -------------------- | ------------------ | --------------- | ----------- | ------------------ |
| 1  | Cercle Brugge Koninklijke Sport Vereniging   | 12   | Bruges         | Jan Breydel          | 29 042             | 2015-2016 (1re) | 24 saisons  | Division 1 - 16e   |
| 2  | Koninklijke Lierse Sport Kring               | 30   | Lierre         | Herman Vanderpoorten | 14 538             | 2015-2016 (1re) | 17 saisons  | Division 1 - 15e   |
| 3  | Royal Antwerp Football Club                  | 1    | Deurne         | Bosuil               | 13 373             | 2004-2005 (12e) | 16 saisons  | 10e                |
| 4  | Koninklijke Sportvereniging Roeselare        | 134  | Roulers        | Schiervelde          | 9 075              | 2010-2011 (6e)  | 18 saisons  | 11e                |
| 5  | Seraing United                               | 167  | Seraing        | Pairay               | 14 326             | 2009-2010 (7e)  | 7 saisons   | 4e                 |
| 6  | Royal Excelsior Virton                       | 200  | Virton         | Yvan Georges         | 3 953              | 2013-2014 (3e)  | 11 saisons  | 6e                 |
| 7  | Koninklijke Football Club Dessel Sport       | 606  | Dessel         | Armand Melis         | 4 284              | 2012-2013 (4e)  | 14 saisons  | 15e                |
| 8  | Koninklijke Football Club Geel               | 2169 | Geel           | Leunen               | 10 524             | 2013-2014 (3e)  | 3 saisons   | 13e                |
| 9  | Koninklijke Lommel United                    | 2554 | Lommel         | Soeverein            | 12 500             | 2005-2006 (11e) | 17 saisons  | 2e                 |
| 10 | Koninklijke Sportkring Heist                 | 2948 | Heist o/d Berg | Gemeetelijk          | 3 000              | 2010-2011 (6e)  | 6 saisons   | 14e                |
| 11 | Koninklijke Patro Eisden Maasmechelen        | 3434 | Maasmechelen   | Patro                | 9 600              | 2014-2015 (2e)  | 37 saisons  | 16e                |
| 12 | K. Allgemeine Sportvereinigung Eupen         | 4276 | Eupen          | du Kherweg           | 8 363              | 2011-2012 (5e)  | 19 saisons  | 3e                 |
| 13 | Association Football Club Tubize             | 5632 | Tubize         | Edmond Leburton      | 9 000              | 2009-2010 (7e)  | 12 saisons  | 8e                 |
| 14 | Royal White Star Bruxelles                   | 5750 | Molenbeek      | E. Machtens          | 12 600             | 2011-2012 (5e)  | 5 saisons   | 12e                |
| 15 | Royale Union Saint-Gilloise                  | 10   | Saint-Gilles   | Joseph Marien        | 5 100              | 2015-2016 (1er) | 20 saisons  | 2e Div. 3 Série B  |
| 16 | Koninklijke Voetbal Vereniging Coxyde        | 1934 | Coxyde         | Henri Houtsaegers    | 2 500              | 2014-2015 (1re) | 1 saison    | 1er Div. 3 Série A |
| 17 | Koninklijke Maatschappijk Sport Kring Deinze | 818  | Deinze         | Burg. Van De Wiele   | 7 515              | 2014-2015 (1re) | 17 saisons  | 2e Div. 3 Série A  |

### Localisation des clubs participants
| \| CS Bruges Coxyde Deinze Antwerp Lierse Dessel Geel Heist Roeselare W. Star Union SG Lommel Tubize Seraing AS Eupen P. Eisden Virton \| Localisation des clubs engagés en Division 2 2015-2016 |
| CS Bruges Coxyde Deinze Antwerp Lierse Dessel Geel Heist Roeselare W. Star Union SG Lommel Tubize Seraing AS Eupen P. Eisden Virton                                                              |

## Résultats et classement
Légendes et abréviations
- Champion et promu en Jupiler League (D1A) la saison suivante
- assuré de rester en Division 1B la saison suivante

 (si obtention de la licence prévue)
 : Relégué de D1 en fin de saison 2014-2015
: Promu en 2014-15 en provenance de D3
- Champion d'automne: AFC Tubize
- Dernière mise à jour: 07/05/2016 à 01h30

### Classement final
- Remarque: Maintiens ou descente sont conditionnés à l'octroi des licences concernées.
  - Note: de légères modifications peuvent encore intervenir, mais elles restent sans conséquence sur l'attribution du titre et la qualification pour la D1B. Il s'agit de matchs que le R. FC Seraing (11e) pourrait perdre pour avoir aligner un joueur non-qualifié: parties contre Le White Star, Geel et le Patro Eisden. L'avis de la Commission des Litiges est suspendu par des appels introduits par e.a. l'AS Eupen et l'Antwerp FC.

| Rang | Équipe                  | Pts | J  | G  | N  | P  | Bp | Bc | Diff |
| ---- | ----------------------- | --- | -- | -- | -- | -- | -- | -- | ---- |
| 1    | R. White Star Bruxelles | 63  | 32 | 19 | 6  | 7  | 53 | 28 | +25  |
| 2    | K. AS Eupen             | 62  | 32 | 18 | 8  | 6  | 69 | 34 | +35  |
| 3    | R. Antwerp FC           | 62  | 32 | 18 | 8  | 6  | 52 | 20 | +32  |
| 4    | AFC Tubize              | 57  | 32 | 17 | 6  | 9  | 51 | 34 | +17  |
| 5    | Cercle Brugge K. SV     | 54  | 32 | 14 | 12 | 6  | 58 | 35 | +23  |
| 6    | R. Union St-Gilloise    | 51  | 32 | 15 | 6  | 11 | 50 | 34 | +16  |
| 7    | K. Lierse SK            | 51  | 32 | 14 | 9  | 9  | 53 | 41 | +12  |
| 8    | K. Lommel United        | 50  | 32 | 14 | 8  | 10 | 43 | 29 | +14  |
| 9    | K. SV Roeselare         | 50  | 32 | 14 | 8  | 10 | 46 | 47 | -1   |
| 10   | K. FC Dessel Sport      | 48  | 32 | 14 | 6  | 12 | 39 | 40 | -1   |
| 11   | Seraing United          | 44  | 32 | 13 | 5  | 14 | 45 | 50 | -5   |
| 12   | R. Excelsior Virton     | 34  | 32 | 8  | 10 | 14 | 40 | 55 | -15  |
| 13   | AS Verbroed. Geel       | 31  | 32 | 6  | 13 | 13 | 40 | 56 | -16  |
| 14   | KM SK Deinze            | 29  | 32 | 6  | 11 | 15 | 36 | 58 | -22  |
| 15   | K. Patro Eisden Maasm.  | 24  | 32 | 5  | 9  | 18 | 33 | 63 | -30  |
| 16   | K. SK Heist             | 19  | 32 | 4  | 7  | 21 | 39 | 82 | -43  |
| 17   | K. VV Coxyde            | 16  | 32 | 2  | 10 | 20 | 29 | 67 | -38  |

### Résultats des rencontres
| Résultats (▼dom., ►ext.)                                   | ANT | CSB | COX | DEI | DES | EIS | EUP | GEE | HEI | LIE | LOM | ROE | USG | SER | TUB | VIR | WSB  |
| R. Antwerp FC                                              |     | 0-1 | 2-0 | 3-0 | 0-0 | 2-0 | 0-0 | 2-1 | 2-0 | 0-1 | 0-1 | 2-0 | 2-0 | 0-1 | 4-0 | 1-1 | 1-0  |
| Cercle Brugge K. SV                                        | 2-2 |     | 1-0 | 1-0 | 1-1 | 1-1 | 4-0 | 3-3 | 2-0 | 2-2 | 0-0 | 2-1 | 1-1 | 4-0 | 1-3 | 2-2 | 1-1  |
| K. VV Coxyde                                               | 0-3 | 2-2 |     | 2-2 | 0-1 | 2-2 | 0-2 | 0-2 | 2-2 | 1-1 | 0-1 | 2-4 | 2-3 | 0-3 | 3-2 | 3-3 | 0-5  |
| KM SK Deinze                                               | 1-1 | 1-4 | 1-0 |     | 0-2 | 1-0 | 1-1 | 0-0 | 4-4 | 1-0 | 0-3 | 1-2 | 2-1 | 2-2 | 0-2 | 2-1 | 1-2  |
| K. FC Dessel Sport                                         | 0-3 | 0-3 | 1-1 | 2-0 |     | 4-0 | 2-2 | 1-2 | 3-1 | 0-1 | 1-0 | 0-1 | 1-3 | 0-3 | 1-0 | 0-2 | 0-3  |
| K. Patro Eisden M.                                         | 1-4 | 0-1 | 0-3 | 2-0 | 1-2 |     | 1-2 | 0-0 | 3-0 | 1-4 | 1-1 | 4-1 | 2-1 | 1-1 | 0-1 | 0-2 | 0-3  |
| K. AS Eupen                                                | 3-4 | 2-1 | 0-0 | 5-1 | 0-1 | 6-0 |     | 4-1 | 3-1 | 1-4 | 2-0 | 4-0 | 0-0 | 2-0 | 0-1 | 2-1 | 3-1  |
| AS Verbroedering Geel                                      | 1-1 | 3-3 | 2-2 | 2-2 | 1-1 | 0-0 | 0-3 |     | 1-1 | 2-1 | 1-1 | 4-3 | 2-1 | 0-2 | 2-1 | 0-1 | 2-2  |
| K. SK Heist                                                | 1-3 | 0-2 | 3-0 | 1-1 | 0-2 | 1-4 | 1-5 | 2-1 |     | 0-1 | 1-2 | 1-2 | 1-3 | 2-2 | 1-6 | 4-1 | 1-0  |
| K. Lierse SK                                               | 0-0 | 2-3 | 3-1 | 2-1 | 3-1 | 2-2 | 1-1 | 4-2 | 4-0 |     | 0-0 | 0-0 | 1-2 | 2-3 | 2-1 | 1-1 | 1-3  |
| K. Lommel United                                           | 0-1 | 0-2 | 3-1 | 3-3 | 2-0 | 5-1 | 0-3 | 4-1 | 3-1 | 0-0 |     | 2-0 | 3-1 | 2-0 | 1-1 | 4-1 | 0-0  |
| K. SV Roeselare                                            | 0-1 | 1-1 | 4-1 | 2-2 | 1-1 | 3-2 | 2-2 | 2-1 | 3-2 | 2-1 | 1-0 |     | 1-1 | 0-2 | 0-0 | 0-3 | 0-0  |
| R. Union St-Gilloise                                       | 2-1 | 2-1 | 0-0 | 3-0 | 4-0 | 1-1 | 0-1 | 2-1 | 4-0 | 3-0 | 1-0 | 1-3 |     | 1-2 | 1-2 | 3-1 | 1-0  |
| R. Seraing United                                          | 0-0 | 0-3 | 2-1 | 1-5 | 1-2 | 3-1 | 0-3 | 4-1 | 5-2 | 0-2 | 1-0 | 1-2 | 0-3 |     | 0-2 | 3-0 | 0-5F |
| AFC Tubize                                                 | 2-1 | 2-0 | 2-0 | 2-1 | 1-2 | 1-0 | 1-1 | 1-0 | 3-3 | 1-2 | 2-0 | 0-1 | 2-1 | 3-1 |     | 1-1 | 2-2  |
| R. Excelsior Virton                                        | 1-2 | 2-1 | 3-0 | 0-0 | 1-4 | 2-2 | 1-4 | 0-0 | 1-1 | 2-3 | 1-2 | 1-4 | 0-0 | 2-1 | 2-1 |     | 2-1  |
| R. White Star Bruxelles                                    | 0-4 | 1-0 | 2-0 | 2-0 | 1-0 | 3-0 | 4-2 | 2-1 | 4-1 | 4-2 | 1-0 | 2-0 | 1-0 | 1-0 | 0-2 | 1-0 |      |
| - Victoire à domicile - Match nul - Victoire à l'extérieur |     |     |     |     |     |     |     |     |     |     |     |     |     |     |     |     |      |

- La rencontre "K. Lierse SK-Cercle Brugge K. SV", de la 2e journée, a été reportée au mercredi 9 septembre 2015, à cause de très fortes chutes pluies.
- La rencontre "White Star Bruxelles-K. VV Coxyde", de la 16e journée (21/11/2015), a été remise en raison du passage du degré de menace terroriste à "4" (soit le plus élevé) à Bruxelles et dans la Région de Bruxelles-Capitale. Ce match a été reprogrammé le 16/12/2015.
- Les rencontres "K. AS Eupen-R. Antwerp FC" et "R. Union St-Gilloise-KM SK Deinze", de la 17e journée (28/11/2015), ont été remises dans le contexte de menace terroriste de "niveau 4" (pas d'effectif policier en suffisance). Bien que le niveau de menace soit redescendu à "3" quelques jours avant la date des rencontres, les remises avaient été actées. La partie "Union-Deinze" est reprogrammée le 09/12/2015. Les matchs "Eupen-Antwerp" et "White Star-Coxyde" sont finalement joués le 16/12/2015.
- Les rencontres "Virton-Tubize" et "Union SG-Lierse" remises en leur temps sont finalement jouées le mercredi 03/02/2016.

## Résumé
En raison de la réforme, le principe de "périodes" n'est pas appliqué cette saison. En raison du nombre impair de participants, une formation est "bye" lors de chaque journée.
Le championnat reprend le vendredi  avec la victoire de Seraing en déplacement à Roulers (0-2). Deux des trois promus réussissent leurs débuts. Si l'Union St-Gilloise doit baisser pavillon (0-1) contre Eupen, Deinze gagne (1-0) contre le Patro Eisden pendant que Coxyde obtient un point contre le Lierse qui descend de Division 1. Le Cercle Bruges, l'autre relégué est aussi contraint au partage (1-1) contre Dessel.
Après cinq journées, Tubize est seul en tête avec 11 points, malgré deux partages consécutifs. L'AS Eupen subit sa première défaite (1-4) des œuvres du Lierse, auteur d'un départ loupé et donc c'est le premier succès. Outre le leader, l'Antwerp, le Cercle Bruges et Lommel sont toujours invaincus. À l'inverse, les cinq derniers (Geel, Heist, Coxyde, le Patro Eisden et Dessel Sport) n'ont pas encore obtenu la moindre victoire.
Un premier temps fort survient lors de la 7e journée, quand l'Antwerp s'impose nettement (4-0) contre Tubize dans le choc au sommet. Le "Great Old" (16) prend seul les commandes, devant le Cercle de Bruges (14, +7) qui est aussi invaincu et Tubize (14, -1). Le mercredi précédent cette rencontre, le club anversois avait éliminé Ostende (0-2), alors leader de la Jupiler League en 1/16e de finale de la coupe de Belgique. À noter que les cinq derniers classés n'ont pas encore remporté la moindre victoire.
Au terme de la 10e journée, l'Antwerp occupe la première place grâce à un petit but de mieux que le Cercle de Bruges. Les deux clubs totalisent 21 points. Le "Great Old"  a une différence de buts de +13 pour +12 aux Brugeois. Tubize (20) occupe la troisième marche du podium. A l'autre bout du classement, le Patro Eisden (3, 0v) est lanterne rouge, derrière Heist (4, 0v), Coxyde (5, 0v), Dessel Sport (5, 1v), Geel (7, 0v). Descendant de D1, le Lierse n'est que 12e avec 7 unités et 2 victoires.
Tubize reprend les commandes au soir de la 12e journée, à la faveur d'un succès (2-0) contre Coxyde et du partage (1-1) concédé par l'Antwerp à Deinze. Lors de cette même journée, le CS Bruges est battu (2-1) à Virton.
Au terme du week-end de la Toussaint, Tubize (29) consolide son leadership en allant s'imposer (1-3) au Cercle de Bruges (21) qui chute au 6e rang. L'Antwerp (26-7v) a concédé un partage (0-0) au Lierse, si bien que vainqueur (2-0) de Lommel, l'AS Eupen (26-8v) se glisse à la 2e place. l'Union (25) (qui a gagné 3-1 contre Virton) est 4e devant le White Star (22), accroché (1-1) à Seraing.
L'Antwerp (26) subit son premier revers (0-1), lors de la journée n°14, avec la venue du Cercle de Bruges (24). Tubize (29) n'en profite pas car il s'incline (1-2) devant le Lierse. C'est Eupen (29), victorieux 1-4 à Virton qui prend la tête en raison d'une meilleure différence de buts. L'Union St-Gilloise (28) est 3e à la suite de sa victoire (1-3) à Heist.
Le 15 novembre 2015, l'AFC Tubize va gagner le « sommet » (0-1) à Eupen et reprend les commandes du championnat. Les Brabançons les conservent en battant le Patro Eisden (1-0) une semaine plus tard. L'Antwerp et le CS Bruges restent en embuscade derrière le duo de tête, par contre l'Union SG cale en s'inclinant contre Roulers (1-2) et au "Great Old" (2-0).

### Tubize, champion d'automne
Malgré une défaite (2-1) à Geel dont c'est le premier succès, l'AFC Tubize est sacré honorifiquement "champion d'automne". Cet état de fait est facilité par la méforme de l'AS Eupen qui finit délicatement l'année civile 2015. Les "Pandas" sont tenus en échec à domicile (2x 0-0) par l'Union et Coxyde, ainsi qu'à Deinze (1-1), et perdent leur match d'alignement contre l'Antwerp au terme d'un spectaculaire (3-4).
Le White Star réalise une impressionnante série de 12 matchs sans défaite pour venir se positionner au pied du podium. En fin de grille, KVV Coxyde reste sans victoire alors que Heist finit par en décroche une, (4-1) contre l'Excelsior Virton.
Le mois de janvier 2016 est profitable à l'Antwerp (48) qui s'installe aux commandes et porte son avantage à 8 points, par rapport à Tubize et au White Star. Le quatrième (Roulers) est à dix longueurs.
Lors de la 25e journée (les 5-6-7 février), l'AFC Tubize, qui s'est incliné en match d'alignement à Virton (2-1) le mercredi précédent, entretient le suspense et reprend la 2e place au général en s'imposant méritoirement contre l'Antwerp toujours solide leader (2-1). Le White Star Bxl conforte sa position (4e) en renvoyant Eupen (4-2). Coxyde remporte son premier succès (0-3) au Patro Eisden. Ne pouvant faire mieux qu'un nul vierge, respectivement contre Coxyde et contre Rouleurs, l'Union Saint-Gilloise et le Lierse restent sur leur position de 8e et 9e, soit de part et d'autre de la place couperet pour rester ou pas au deuxième niveau (sous réserve d'acceptation de la licence).

### Le "Great Old" piétine
Les positions en tête du classement se resserrent au soir du 14 février 2016. L'Antwerp (48) qui s'est incliné (0-1) contre Seraing, ne compte plus que deux unités de mieux que Tubize (46), vainqueur (1-2) à l'Union. Le White Star (45) et le CS Bruges (44) sont aussi à l'affût. Huit jours plus tard, l'Antwerp (51) (1-2, à Virton) et le White Star (48) (1-0, contre Dessel) gagnent, alors que Tubize (46) est au repos forcé (bye).
Après une semaine de relâche (réservée aux éventuelles rencontres remises préalablement), le Great Old anversois (51) piétine de nouveau en s'inclinant à domicile (0-1) contre Lommel. Vainqueur (0-2) à Deinze, Tubize (49) se rapproche à deux unité, alors que le White Star Bruxelles (48) est battu (1-0) à Heist.

### L'Antwerp repart mais...doute
À cinq journées de la fin, le Royal Antwerp FC a repris les devants avec 6 unités de mieux que Eupen remonté au deuxième rang. Cependant une information publiée par la télévision publique francophone "RTBF" sème le doute. Le "Matricule 1" serait sous la menace d'une sanction voir de la radiation pour une dette non payée à son ancien Président Eddy Wauters. La somme de près de 5 millions d'euros est avancée par plusieurs médias.
Alors que la menace de radiation semble s'éloigner, l'Antwerp (58) reste à la peine à trois journées de la fin. Battu à domicile par le Lierse, le "Great Old" sauve un point en toute fin de partie (2-2), au Cercle de Bruges après avoir été longtemps mené 2-0. C'est Eupen (57) qui est revenu dans le sillage du meneur. Le White Star (54) est aussi mathématiquement dans le coup alors que Tubize (53) a galvaudé ses chances en s'inclinant (3-2) chez la lanterne rouge Coxyde. La lutte pour gagner le droit de jouer en D1B reste chaude entre l'Union (47-14v), le Lierse (47-13v), Lommel (46) et Roulers (46). Quatre clubs pour trois places, sous réserves évidemment de l'obtention de la licence obligatoire.

### Sprint final
À deux journées de la fin, l'Antwerp FC (61), vainqueur (2-0) de Coxyde reprend trois longueurs d'avance sur l'AS Eupen (58), accroché (1-1) à Tubize dans une rencontre qui fut temporairement interrompue par des fortes chutes de pluie. Ce partage écarte les Tubiziens de la course au titre mais les assurent de rester en "D1B" la saison suivante. Le White Star Bruxelles (57) reste le troisième et dernier candidat au titre à la suite de sa victoire (1-0) sur le Cercle de Bruges.
Sept formations sont fixées sur leur sort, elles glissent en "D1 Amateur": Seraing, Virton, Geel, Deinze Patro Eisden, Heist et Coxyde.
Dessel Sport (45) et Roulers (44) peuvent encore décrocher le "Top 8" et gagner le droit de rester en D1B, mais il faudra compter sur des faux-pas des formations alors placées Lommel (498) CS Bruges et Union SG (48) ainsi que le Lierse (47). Celui-ci a vu sa série de 6 matches sans défaite (5v-1n, soit 16 sur 18) s'arrêter avec un revers (2-1) à Geel.
L'avant-dernière journée, disputée le dimanche 24 avril 2016, relance totalement la course au titre. L'AS Eupen (vainqueur de Geel 4-1) prend la première place avec 61 points, 18 victoires et une différence de buts de "+35". L'Antwerp, battu (2-1) à l'Union Saint-Gilloise glisse au 2e rang avec 61 points, 18 victoires et une différence de buts de "+32". Largement victorieux (0-5) à Coxyde, le White Star Bruxelles revient à 1 point du duo de tête. Bien qu'ils comptent aussi 18 victoires, les Etoilés ne peuvent pas se contenter d'un partage lors l'ultime journée puisqu'un certain "Antwerp-Eupen" figure au programme.
L'Union St-Gilloise et le Cercle de Bruges (vainqueur 1-0 de Deinze) assurent leur place en "D1B" la saison prochaine. Les deux dernières places pour la nouvelle formule du 2e niveau belge se disputera entre 4 clubs: Lommel (50-14v-"+16"), le Lierse (48-13v-"+11") et Roulers (47-13v-"-4"). Au vu de leur différence de buts (20 buts de retard sur Lommel), les Roulariens, qui reçoivent Coxyde la lanterne rouge, sont virtuellement éliminés dans le cas où Lierse gagne à Virton. Lommel reçoit le Cercle de Bruges.

### Le White Star leader sur "tapis vert"
Trois jours avant l'épilogue du championnat, soit le mardi 26 avril 2016, la Commission des Litiges de l'URBSFA a donné raison au White Star Bruxelles dans un dossier contre le R. FC Seraing qui avait aligné un joueur non-qualifié lors de leur affrontement le 31 octobre 2015. Cette partie soldée sur le score de (1-1) devient un succcès (0-5 forfait) au profit du cercle bruxellois. Celui-ci récupère donc deux points et se retrouve leader du classement. Une victoire lors de la dernière journée assure le titre aux Étoilés, qui n'ont pas encore leur licence pour la "D1A" et qui, de plus, sont dans l'incertitude quant au stade où ils pourraient évoluer en 2016-2017. Seraing et l'AS Eupen ont annoncé qu'ils allaient interjeter appel de cette décision,.
Deux jours après cette décision, l'UB annonce que le classement reste officiellement inchangé car les appels introduits ont un effet suspensif.

### Champion surprise
Souvent critiqué, à tort ou à raison, le Royal White Star de Bruxelles (RWSB) coiffe les lauriers sur le fil lors de la dernière journée. Les Étoilés s'imposent nettement (3-0) contre le Patro Eisden, alors que les deux autres prétendants, Antwerp et Eupen se neutralisent (0-0) au terme d'un match peu emballant et fermé. À noter que, dans le temps ajouté de la seconde période, l'Eupenois Henry plaça juste à côté lors d'un face à-face avec le gardien anversois.

### Décision sur tapis vert
Comme c'est devenu, malheureusement, une habitude dans les sphères du football belge, l'issue de la compétition et son verdict final reste pendant d'actions et/ou procédures entamées par un ou plusieurs clubs.
Officiellement sacré sur le plan sportif, le RWSB se présente le lundi 2 mai 2016 devant la CBAS afin de défendre son dossier de demande de licence non accordée par l'URBSFA. Les dirigeants du club sacré sont confiants, mais le vendredi 6 mai 2016, la CBAS prononce un verdict défavorable aux Étoilés : pas de licence pour le football rémunéré. Non seulement le cercle bruxellois ne peut pas rejoindre la D1A mais il est contraint de descendre en D1 Amateur (3e niveau). C'est le vice-champion, l'AS Eupen qui est repêché pour atteindre l'élite nationale et le K. SV Roeselare (9e du classement final) profite des malheurs du White Star pour se maintenir dans la future D1B.

## Promotions et relégations
Est relégué de D1 :
- OH Leuven

Est promu en D1 :
- K. AS Eupen

Sont autorisés à rester en D1B :
- R. Antwerp FC
- AFC Tubize
- Cercle Brugge K. SV
- R. Union St-Gilloise
- K. Lierse SK
- K. Lommel United
- K. SV Roeselare

Sont relégués en D1 Amateur :
- R. White Star Bruxelles
- K. FC Dessel Sport
- R. FC Seraing
- AS Verbroedering Geel
- R. Excelsior Virton
- KM SK Deinze
- K. PAtro Eisden Maasmechelen
- K. SK Heist
- K. VV Coxyde

## Débuts en Division 2
Un club évolue pour la première fois de son histoire au 2e niveau national du football belge. Il est le 149e club différent à atteindre ce niveau.
- K. VV Coxyde 16e club flandrien occidental différent à atteindre le 2e niveau.

## Sources et liens externes
- La Dernière Heure/Les Sports
- Walfoot.be
- (nl) Base de données du football belge